# 岡田宗司
岡田 宗司（おかだ そうじ、1902年8月12日 - 1975年7月8日）は日本の政治家。参議院議員（3期、日本社会党）。東京市神田区出身。

## 経歴
旧制開成中学、旧制松本高校文科乙類、東京帝国大学経済学部卒業。東京帝大在学中は「東大新人会」の主要メンバーとして活躍。戦前、労農の同人として参加し人民戦線事件で検挙。釈放後に南洋経済研究所に入り経済関係の著述を『科学主義工業』などに寄稿していた。
戦後、日本社会党結成に参加、1947年の第1回参院選に全国区から出馬し初当選する。1948年に政治資金に関する問題で衆議院不当財産取引調査特別委員会に証人喚問された。一貫して左派に属し、社会党再統一後に党参議院議員会長・党国際局長を歴任。1956年の国際連合加盟に際し、外務大臣重光葵に同行し国際連合総会に出席。1959年書記長浅沼稲次郎を団長とする訪中団に参加。その年の参院選で落選。この選挙では鮎川金次郎と柏原ヤスが入れ替わりで当選している。1962年の参院選で返り咲きを果たすが、1968年参院選では自治労出身の占部秀男が党の公認を受け、無所属で立候補。帆足計らの支援を受けるものの落選し、そのまま政界を引退する。
1972年秋の叙勲で勲二等旭日重光章受章。
1975年7月8日死去、72歳。死没日をもって正四位に叙される。